# Chiara di Assisi. Elogio della disobbedienza
Chiara di Assisi. Elogio della disobbedienza è un romanzo dell'autrice italiana Dacia Maraini del 2013.

## Trama
L'autrice è contattata da una giovane siciliana, che dice di chiamarsi Chiara Mandalà e di provenire dal paese di Santo Pellegrino alle falde dell'Etna. Chiara si dice affascinata dalla figura della santa sua omonima di Assisi ed esorta la sua interlocutrice a scrivere su di lei; questa, dopo le iniziali titubanze, accetta la sfida ed inizia a documentarsi sulla santa amica di Francesco.
Ad un certo punto lo scambio epistolare tra l'autrice e Chiara Mandalà s'interrompe e la Maraini prosegue la narrazione sotto forma di diario, annotando giorno dopo giorno le sue riflessioni sugli episodi salienti della vita della santa Chiara, sul suo carattere, le sue sensazioni e le sue aspirazioni. Ipotizza che Francesco l'avesse chiamata a vivere la vita consacrata non solo per darle l'opportunità di sfuggire ad un matrimonio imposto dai genitori, ma anche per avere un'alleata nella difesa del nuovo stile di vita monacale che stava instaurando. Riflette su come, ancora molto giovane, fosse riuscita a gestire una comunità di suore e nota come imponesse a sé ma non alle consorelle certe pratiche penitenziali particolarmente severe. Si domanda se la volontaria rinuncia alla sessualità fatta dalle monache non fosse anche una forma di affrancamento dal potere maschile che dominava ogni aspetto della vita sociale e come fosse intesa, in questo processo di liberazione, la professione di povertà assoluta.
Dopo diversi mesi, Chiara Mandalà si rifà viva. La giovane confessa di aver fornito dei dati falsi (dato che un paese di Santo Pellegrino non esiste), di aver letto lo scritto su santa Chiara a mano a mano che questo prendeva forma grazie ad un programma per l'accesso remoto che aveva fatto installare sul computer della scrittrice con la scusa di scambiarsi dati bibliografici e di essere sul punto di prendere il velo. La Maraini inizialmente si stizzisce perché si sente raggirata, ma poi perdona Chiara perché per merito suo ha avuto la spinta a studiare una donna del passato che ha ancora tanto da dire pure nell'epoca attuale.

## Edizioni
- Dacia Maraini, Chiara di Assisi. Elogio della disobbedienza, altri EROI, Milano, Rizzoli, 2013,  p. 253, ISBN 978-88-17-06721-8.
- Dacia Maraini, Chiara di Assisi. Elogio della disobbedienza, Milano, Mondolibri, 2013,  p. 253, ISBN 978-88-17-06721-8.
- Dacia Maraini, Chiara di Assisi. Elogio della disobbedienza, Vintage, Milano, Rizzoli, 2014,  p. 253, ISBN 978-88-17-07467-4.
- Dacia Maraini, Chiara di Assisi. Elogio della disobbedienza, BUR Contemporanea, Milano, Rizzoli, 2016,  p. 253, ISBN 978-88-17-08928-9.
- Dacia Maraini, Chiara di Assisi. Elogio della disobbedienza, collana L'anima e le parole. Allegato a Famiglia Cristiana, Credere, Maria con te, Milano, San Paolo, 2013,  p. 247.